# Соломины (дворянский род)
Соло́мины — один из нескольких русских дворянских родов, из которых наиболее известны потомки бояр Монастырёвых, считавших себя происходящими из смоленских Рюриковичей. Они были самыми крупными в Белозерской земле землевладельцами после потомков местных удельных князей.
Их родоначальником является Иван Яковлевич Аладьин-Монастырёв, помещик в Путивле (23 колено от Рюрика), потомок испомещённых царём Иваном Грозным во время Опричнины (после 1569) на Белгородской засечной черте белозерских вотчинников. Его сыновья Иван Большой Солома и Иван Меньшой Солома положили начало фамилии (упоминаются в 1588—1594). Некоторые представители фамилии уже в XVII веке перешли в разряд однодворцев, затем посадских и крестьян. В 1678 упоминаются Яков Киреевич и Григорий Михайлович Соломины, дети боярские, однодворцы деревни Ольшанец на Ольшанце-колодезе Разумницкого стана Белгородского уезда.
|                             |                             |                             |                             | Монастырёвы                     |                             |  |  |                              |                              |                              |                              |                              |                              |  |  |                                      |                                      |                                      |                                      |                                      |                                      |  |  |                                      |                                      |                                      |                                      |                                      |                                      |  |  |  |  |  |  |  |  |  |  |  |  |  |  |  |  |  |  |  |  |  |  |  |  |
|                             |                             |                             |                             |                                 |                             |  |  |                              |                              |                              |                              |                              |                              |  |  |                                      |                                      |                                      |                                      |                                      |                                      |  |  |                                      |                                      |                                      |                                      |                                      |                                      |  |  |  |  |  |  |  |  |  |  |  |  |  |  |  |  |  |  |  |  |  |  |  |  |
|                             |                             |                             |                             | Лев Оладья Данилович Монастырёв |                             |  |  |                              |                              |                              |                              |                              |                              |  |  |                                      |                                      |                                      |                                      |                                      |                                      |  |  |                                      |                                      |                                      |                                      |                                      |                                      |  |  |  |  |  |  |  |  |  |  |  |  |  |  |  |  |  |  |  |  |  |  |  |  |
|                             |                             |                             |                             |                                 |                             |  |  |                              |                              |                              |                              |                              |                              |  |  |                                      |                                      |                                      |                                      |                                      |                                      |  |  |                                      |                                      |                                      |                                      |                                      |                                      |  |  |  |  |  |  |  |  |  |  |  |  |  |  |  |  |  |  |  |  |  |  |  |  |
|                             |                             |                             |                             |                                 |                             |  |  |                              |                              |                              |                              |                              |                              |  |  |                                      |                                      |                                      |                                      |                                      |                                      |  |  |                                      |                                      |                                      |                                      |                                      |                                      |  |  |  |  |  |  |  |  |  |  |  |  |  |  |  |  |  |  |  |  |  |  |  |  |
| Фёдор Дичко Львович Оладьин | Фёдор Дичко Львович Оладьин | Фёдор Дичко Львович Оладьин | Фёдор Дичко Львович Оладьин | Фёдор Дичко Львович Оладьин     | Фёдор Дичко Львович Оладьин |  |  | Григорий Львович Оладьин     | Григорий Львович Оладьин     | Григорий Львович Оладьин     | Григорий Львович Оладьин     | Григорий Львович Оладьин     | Григорий Львович Оладьин     |  |  |                                      |                                      |                                      |                                      |                                      |                                      |  |  |                                      |                                      |                                      |                                      |                                      |                                      |  |  |  |  |  |  |  |  |  |  |  |  |  |  |  |  |  |  |  |  |  |  |  |  |
| Фёдор Дичко Львович Оладьин | Фёдор Дичко Львович Оладьин | Фёдор Дичко Львович Оладьин | Фёдор Дичко Львович Оладьин | Фёдор Дичко Львович Оладьин     | Фёдор Дичко Львович Оладьин |  |  | Григорий Львович Оладьин     | Григорий Львович Оладьин     | Григорий Львович Оладьин     | Григорий Львович Оладьин     | Григорий Львович Оладьин     | Григорий Львович Оладьин     |  |  |                                      |                                      |                                      |                                      |                                      |                                      |  |  |                                      |                                      |                                      |                                      |                                      |                                      |  |  |  |  |  |  |  |  |  |  |  |  |  |  |  |  |  |  |  |  |  |  |  |  |
|                             |                             |                             |                             |                                 |                             |  |  |                              |                              |                              |                              |                              |                              |  |  |                                      |                                      |                                      |                                      |                                      |                                      |  |  |                                      |                                      |                                      |                                      |                                      |                                      |  |  |  |  |  |  |  |  |  |  |  |  |  |  |  |  |  |  |  |  |  |  |  |  |
| Аладьины (Московская ветвь) | Аладьины (Московская ветвь) | Аладьины (Московская ветвь) | Аладьины (Московская ветвь) | Аладьины (Московская ветвь)     | Аладьины (Московская ветвь) |  |  | Иван Григорьевич Оладьин     | Иван Григорьевич Оладьин     | Иван Григорьевич Оладьин     | Иван Григорьевич Оладьин     | Иван Григорьевич Оладьин     | Иван Григорьевич Оладьин     |  |  | Яков Григорьевич Оладьин             | Яков Григорьевич Оладьин             | Яков Григорьевич Оладьин             | Яков Григорьевич Оладьин             | Яков Григорьевич Оладьин             | Яков Григорьевич Оладьин             |  |  | Третьяк Григорьевич Оладьин          | Третьяк Григорьевич Оладьин          | Третьяк Григорьевич Оладьин          | Третьяк Григорьевич Оладьин          | Третьяк Григорьевич Оладьин          | Третьяк Григорьевич Оладьин          |  |  |  |  |  |  |  |  |  |  |  |  |  |  |  |  |  |  |  |  |  |  |  |  |
| Аладьины (Московская ветвь) | Аладьины (Московская ветвь) | Аладьины (Московская ветвь) | Аладьины (Московская ветвь) | Аладьины (Московская ветвь)     | Аладьины (Московская ветвь) |  |  | Иван Григорьевич Оладьин     | Иван Григорьевич Оладьин     | Иван Григорьевич Оладьин     | Иван Григорьевич Оладьин     | Иван Григорьевич Оладьин     | Иван Григорьевич Оладьин     |  |  | Яков Григорьевич Оладьин             | Яков Григорьевич Оладьин             | Яков Григорьевич Оладьин             | Яков Григорьевич Оладьин             | Яков Григорьевич Оладьин             | Яков Григорьевич Оладьин             |  |  | Третьяк Григорьевич Оладьин          | Третьяк Григорьевич Оладьин          | Третьяк Григорьевич Оладьин          | Третьяк Григорьевич Оладьин          | Третьяк Григорьевич Оладьин          | Третьяк Григорьевич Оладьин          |  |  |  |  |  |  |  |  |  |  |  |  |  |  |  |  |  |  |  |  |  |  |  |  |
|                             |                             |                             |                             |                                 |                             |  |  |                              |                              |                              |                              |                              |                              |  |  | Иван Яковлевич Оладьин               |                                      |                                      |                                      |                                      |                                      |  |  |                                      |                                      |                                      |                                      |                                      |                                      |  |  |  |  |  |  |  |  |  |  |  |  |  |  |  |  |  |  |  |  |  |  |  |  |
|                             |                             |                             |                             |                                 |                             |  |  |                              |                              |                              |                              |                              |                              |  |  |                                      |                                      |                                      |                                      |                                      |                                      |  |  |                                      |                                      |                                      |                                      |                                      |                                      |  |  |  |  |  |  |  |  |  |  |  |  |  |  |  |  |  |  |  |  |  |  |  |  |
|                             |                             |                             |                             |                                 |                             |  |  |                              |                              |                              |                              |                              |                              |  |  |                                      |                                      |                                      |                                      |                                      |                                      |  |  |                                      |                                      |                                      |                                      |                                      |                                      |  |  |  |  |  |  |  |  |  |  |  |  |  |  |  |  |  |  |  |  |  |  |  |  |
| Матвей Иванович Оладьин     | Матвей Иванович Оладьин     | Матвей Иванович Оладьин     | Матвей Иванович Оладьин     | Матвей Иванович Оладьин         | Матвей Иванович Оладьин     |  |  | Василий Иванович Оладьин     | Василий Иванович Оладьин     | Василий Иванович Оладьин     | Василий Иванович Оладьин     | Василий Иванович Оладьин     | Василий Иванович Оладьин     |  |  | Иван Большой Солома Иванович Оладьин | Иван Большой Солома Иванович Оладьин | Иван Большой Солома Иванович Оладьин | Иван Большой Солома Иванович Оладьин | Иван Большой Солома Иванович Оладьин | Иван Большой Солома Иванович Оладьин |  |  | Иван Меньшой Солома Иванович Оладьин | Иван Меньшой Солома Иванович Оладьин | Иван Меньшой Солома Иванович Оладьин | Иван Меньшой Солома Иванович Оладьин | Иван Меньшой Солома Иванович Оладьин | Иван Меньшой Солома Иванович Оладьин |  |  |  |  |  |  |  |  |  |  |  |  |  |  |  |  |  |  |  |  |  |  |  |  |
| Матвей Иванович Оладьин     | Матвей Иванович Оладьин     | Матвей Иванович Оладьин     | Матвей Иванович Оладьин     | Матвей Иванович Оладьин         | Матвей Иванович Оладьин     |  |  | Василий Иванович Оладьин     | Василий Иванович Оладьин     | Василий Иванович Оладьин     | Василий Иванович Оладьин     | Василий Иванович Оладьин     | Василий Иванович Оладьин     |  |  | Иван Большой Солома Иванович Оладьин | Иван Большой Солома Иванович Оладьин | Иван Большой Солома Иванович Оладьин | Иван Большой Солома Иванович Оладьин | Иван Большой Солома Иванович Оладьин | Иван Большой Солома Иванович Оладьин |  |  | Иван Меньшой Солома Иванович Оладьин | Иван Меньшой Солома Иванович Оладьин | Иван Меньшой Солома Иванович Оладьин | Иван Меньшой Солома Иванович Оладьин | Иван Меньшой Солома Иванович Оладьин | Иван Меньшой Солома Иванович Оладьин |  |  |  |  |  |  |  |  |  |  |  |  |  |  |  |  |  |  |  |  |  |  |  |  |
|                             |                             |                             |                             |                                 |                             |  |  |                              |                              |                              |                              |                              |                              |  |  |                                      |                                      |                                      |                                      |                                      |                                      |  |  |                                      |                                      |                                      |                                      |                                      |                                      |  |  |  |  |  |  |  |  |  |  |  |  |  |  |  |  |  |  |  |  |  |  |  |  |
|                             |                             |                             |                             |                                 |                             |  |  | Аладьины (Путивльская ветвь) | Аладьины (Путивльская ветвь) | Аладьины (Путивльская ветвь) | Аладьины (Путивльская ветвь) | Аладьины (Путивльская ветвь) | Аладьины (Путивльская ветвь) |  |  | Фёдор Иванович Соломин               | Фёдор Иванович Соломин               | Фёдор Иванович Соломин               | Фёдор Иванович Соломин               | Фёдор Иванович Соломин               | Фёдор Иванович Соломин               |  |  | Иван Иванович Соломин                | Иван Иванович Соломин                | Иван Иванович Соломин                | Иван Иванович Соломин                | Иван Иванович Соломин                | Иван Иванович Соломин                |  |  |  |  |  |  |  |  |  |  |  |  |  |  |  |  |  |  |  |  |  |  |  |  |
|                             |                             |                             |                             |                                 |                             |  |  | Аладьины (Путивльская ветвь) | Аладьины (Путивльская ветвь) | Аладьины (Путивльская ветвь) | Аладьины (Путивльская ветвь) | Аладьины (Путивльская ветвь) | Аладьины (Путивльская ветвь) |  |  | Фёдор Иванович Соломин               | Фёдор Иванович Соломин               | Фёдор Иванович Соломин               | Фёдор Иванович Соломин               | Фёдор Иванович Соломин               | Фёдор Иванович Соломин               |  |  | Иван Иванович Соломин                | Иван Иванович Соломин                | Иван Иванович Соломин                | Иван Иванович Соломин                | Иван Иванович Соломин                | Иван Иванович Соломин                |  |  |  |  |  |  |  |  |  |  |  |  |  |  |  |  |  |  |  |  |  |  |  |  |
|                             |                             |                             |                             |                                 |                             |  |  |                              |                              |                              |                              |                              |                              |  |  | Соломины                             |                                      |                                      |                                      |                                      |                                      |  |  |                                      |                                      |                                      |                                      |                                      |                                      |  |  |  |  |  |  |  |  |  |  |  |  |  |  |  |  |  |  |  |  |  |  |  |  |

У рода Соломиных нет Высочайше утверждённого герба. Но согласно символике герба их однородцев Аладьиных (Общий гербовник, V, 13) она отражает вотчинные владения смоленского князя Александра Монастыря, общего предка двух фамилий.
Проведённое в XXI веке генетическое тестирование поначалу подтвердило принадлежность Соломиных к той же гаплогруппе, что и прочие Рюриковичи (Мономашичи). После получения уточнённых данных этот вывод был пересмотрен. Однако, данный тест был сделан представителю другой фамилии, одноимённой потомкам Рюрика. Соломины из Путивльского и Белгородского уездов, являющиеся ветвью Аладьиных-Монастырёвых, до сих пор не были тестированы.
С родом связано село Соломино в Белгородском районе Белгородской области.

## Другие дворянские роды
Известны также другие дворяне Соломины:
1. Польский дворянский род еврейского происхождения католического вероисповедания. Внесён в родословную книгу Ковенской губернии. Им принадлежали следующие имения:
- Савечаны — Бобтовская волость 3-го стана Ковенского уезда.
- Сволькене — Жейменская волость 4-го стана Ковенского уезда.
- Повиланце — Погирская волость 1-го стана Вилькомирского уезда.
- Срубе — Шатская волость 1-го стана Вилькомирского уезда.
- Путеле — Ворненская волость 4-го стана Тельшевского уезда.

2. Ещё один Соломин получил дворянство по военному чину и был внесён во II часть родословной книги Херсонской губернии.
3. В допетровский период (XVII век) известны иноземцы Соломины, помещики Ядринского уезда.